# Maria do Carmo Silveira

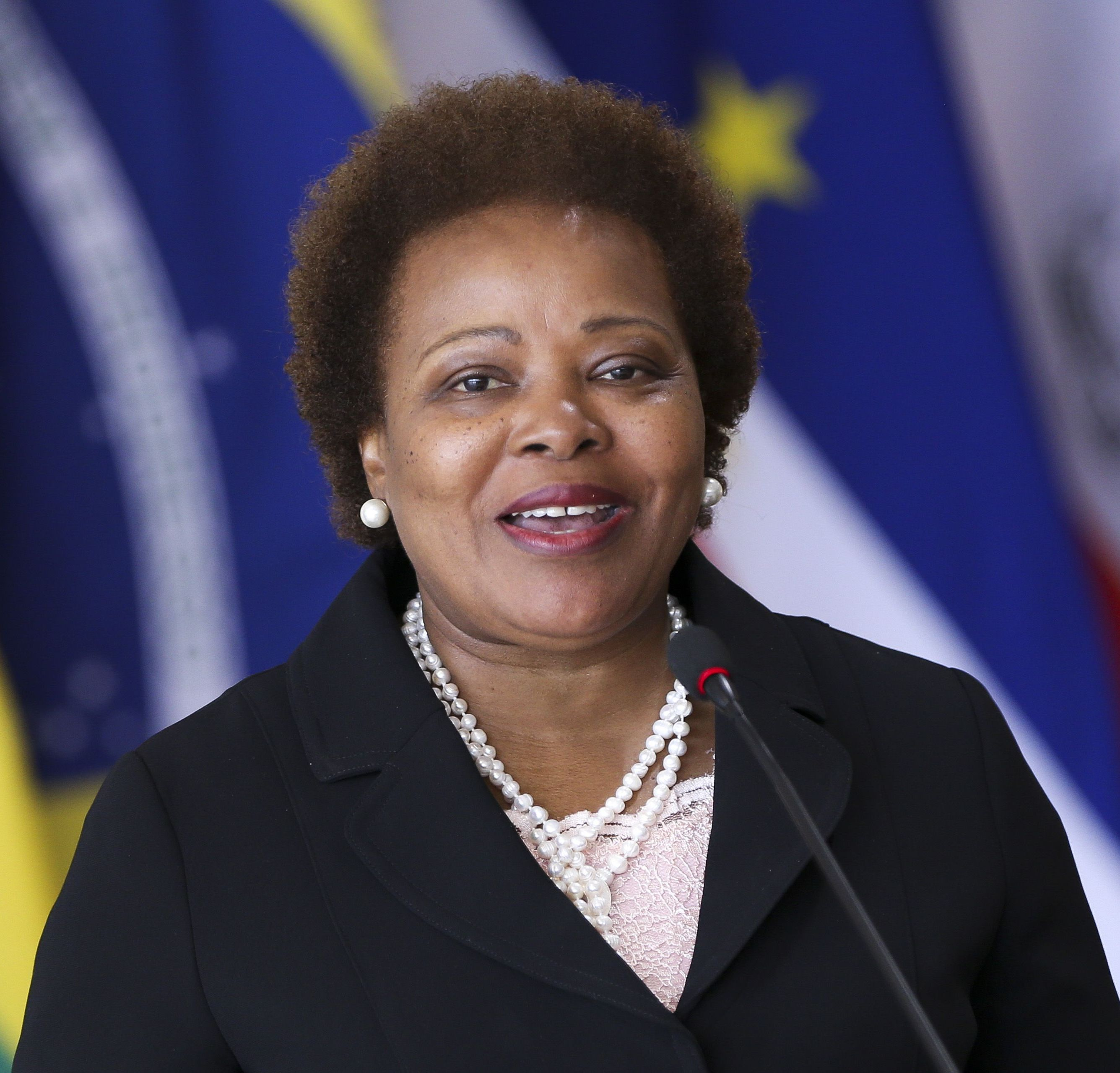
Maria do Carmo Silveira

Maria do Carmo Trovoada Pires de Carvalho Silveira (1960) is een Santomees politica. Ze was tussen 8 juni 2005 en 21 april 2006 de premier en tevens minister van Financiën van de republiek Sao Tomé en Principe. Do Carmo, de tweede vrouwelijke premier van het land, is lid van de Movimento de Libertação de São Tomé e Príncipe-Partido Social Democrata.
Voordat ze minister-president werd was ze van 1999 tot 2005 actief bij de Banco Central de São Tomé e Príncipe. Toen premier Damião Vaz d'Almeida na een conflict met president Fradique de Menezes op 2 juni 2005 opstapte werd Maria do Carmo benoemd tot premier. Ze bleef premier tot de parlementsverkiezingen van 2006 waar de MLSTP haar positie van grootste partij kwijtraakte.
Leonel Mário d'Alva (1974–1975) · Miguel Trovoada (1975–1979) · geen (1979–1988) · Celestino Rocha da Costa (1988–1991) · Daniel Lima dos Santos Daio (1991–1992) · Norberto d'Alva Costa Alegre (1992–1994) · Evaristo Carvalho (1994) · Carlos Graça (1994–1995) · Armindo Vaz d'Almeida (1995–1996) · Raul Bragança Neto (1996–1999) · Guilherme Posser da Costa (1999–2001) · Evaristo Carvalho (2001–2002) · Gabriel Arcanjo da Costa (2002) · Maria das Neves (2002–2004) · Damião Vaz d'Almeida (2004–2005) · Maria do Carmo Silveira (2005–2006) · Tomé Vera Cruz (2006–2008) · Patrice Trovoada (2008) · Joaquim Rafael Branco (2008–2010) · Patrice Trovoada (2010–2012) · Gabriel Arcanjo da Costa (2012–2014) · Patrice Trovoada (2014–2018) · Jorge Bom Jesus (2018–2022) · Patrice Trovoada (2022–2025) · Ilza Amado Vaz (2025) · Américo Ramos (2025–heden)